# アプレイウス

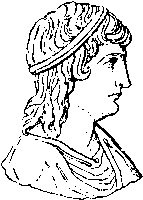
アプレイウス（Lucius Apuleius）

アプレイウス（Lucius Apuleius Madaurensis, 123年頃 - ?）は、北アフリカ・マダウロス出身の帝政ローマの弁論作家。名前は長音表記ではアープレーイウス（ルーキウス・アープレーイウス）またはアープレイユスとなる。奇想天外な小説や極端に技巧的な弁論文によって名声を博した。

## 人物
ヌミディア属州のマダウロス（現在のアルジェリア・メダウルッシュ）で生まれた。
カルタゴで初等教育を受け、アテーナイで哲学・修辞学などを修業した後、ローマ、小アジア等に旅行し、神秘宗教や魔術などの知識も吸収する。
その後、アレクサンドリアへの旅の途中、オイアで友人シキニウスのもとを訪れた際に熱病にかかり、熱心な看病をしてくれたプデンティラ（シキニウスの母親で未亡人）と結婚した。155年ごろの法廷弁論書『アポロギア』によれば、プデンティラが資産家であったことやその年齢差などから、アプレイウスは魔術を用いて未亡人を手に入れたとして、彼女の親族に告訴された。これに対し、アプレイウスは雄弁に自己弁護を行い、無罪となった。
その後の経歴や没年は不明であるが、カルタゴに居住した。哲学者・修辞学者として市民の尊敬を得て、カルタゴやマダウロスにアプレイウスの彫像が建てられたと伝えられている。

## 主な作品
- 『黄金の驢馬（ラテン語版、英語版）』（『変容』）
魔術に興味を抱いた主人公ルキウスが誤ってロバに変えられ、数多の不思議な試練に堪えた後、イシスの密儀によって再び人間に復帰するという内容の小説。挿話の『クピドとプシュケ（英語版）』（アモルとプシュケ）でも知られる。ローマ時代のラテン語小説中、完全に現存する唯一のものである[3]。
- 『アポロギア』
- 『フロリダ』
アフリカでの演説の中から抜粋した名句集。全4巻。
- 『プラトンとその教説』
- 『ソクラテスの神について』
- 『弁明』
- 偽アリストテレス『宇宙論』、ギリシア語からラテン語への翻訳。

## 主な日本語訳
- アプレイウス『愛とこゝろ : クピードとプシケエの物語』呉茂一訳、岩波文庫、1940年
- アプレイウス『黄金のろば』上・下、呉茂一、国原吉之助訳、岩波文庫、上巻 1956年 ISBN 4003211812、下巻 1957年 ISBN 4003211820
- アプレイウス『黄金の驢馬』（「世界文学大系」第67巻所収）呉茂一訳、筑摩書房、1966年。グーテンベルク21（電子書籍）、2012年
- アープレーイユス『黄金の驢馬』呉茂一、國原吉之助訳、岩波文庫（改訳版）、2013年、ISBN 978-4003570012
- アピュレイアス「キューピッドとサイキ」柳田泉訳 -『世界短篇小説大系 古代篇』近代社、1925年、NDLJP:979032/39
- アプレイウス『アモルとプシュケ』谷口勇訳、而立書房〈アモルとプシュケ叢書〉、1993年、ISBN 978-4880591667
  - アプレウス「愛と心」戸沢姑射訳、勉強堂書店、1901年（谷口訳に併録）
- アプレイウス「プラトンとその教説」國方栄二訳 -『プラトン哲学入門』京都大学学術出版会〈西洋古典叢書〉、2008年、ISBN 978-4876981809